# Comuna Șpakove, Novomîrhorod
Șpakove (în ucraineană Шпакове) este o comună în raionul Novomîrhorod, regiunea Kirovohrad, Ucraina, formată din satele Brovkove, Penkîne și Șpakove (reședința).

## Demografie
Componența lingvistică a comunei Șpakove
     Ucraineană (93,24%)
     Rusă (4,45%)
     Română (2,14%)
     Alte limbi (0,18%)
Conform recensământului din 2001, majoritatea populației comunei Șpakove era vorbitoare de ucraineană (93,24%), existând în minoritate și vorbitori de rusă (4,45%) și română (2,14%).